# Batalla de Tenaru
La batalla de Tenaru, también conocida como batalla del río Ilu, se desarrolló el 21 de agosto de 1942 en la isla de Guadalcanal, y fue una batalla terrestre de la campaña del Pacífico de la Segunda Guerra Mundial entre el Ejército Imperial Japonés y las fuerzas terrestres de los Aliados (conformados en su mayoría por marines estadounidenses). La batalla fue la primera gran ofensiva terrestre de los japoneses durante la campaña de Guadalcanal.
En la batalla, marines estadounidenses, bajo el mando del mayor general Alexander Vandegrift, rechazaron con éxito un asalto del «Primer Elemento» del Regimiento «Ichiki», al mando del coronel japonés Kiyonao Ichiki. Los marines defendían el perímetro de Lunga, el cual resguardaba el Campo Henderson, campo de aviación que fue capturado por los aliados en los desembarques en Guadalcanal el 7 de agosto. La unidad de Ichiki fue enviada a Guadalcanal en respuesta al desembarco de los Aliados, con la misión de recuperar el campo de aviación y conducir las fuerzas aliadas fuera de la isla. Subestimando la fuerza de los Aliados en Guadalcanal, que en ese momento sumaban alrededor de 11 000 hombres atrincherados en la orilla izquierda del río Tenaru, la unidad de Ichiki llevó a cabo un asalto nocturno frontal sobre las posiciones de los marines en el río, al este del perímetro de Lunga. El asalto japonés fue derrotado con grandes pérdidas para los agresores. Después del amanecer, los marines contraatacaron a las tropas sobrevivientes de Ichiki, matando a muchos más. En total, solamente 128 de los 917 miembros originales del Primer Elemento del Regimiento de Ichiki sobrevivieron a la batalla.
La batalla fue la primera de tres principales ofensivas terrestres realizadas por los japoneses durante la campaña de Guadalcanal. Después de Tenaru los japoneses se dieron cuenta de que las fuerzas aliadas en Guadalcanal eran mucho mayores en número de las que habían estimado originalmente, por lo que enviaron más fuerzas a la isla para sus posteriores intentos de retomar el campo Henderson.

## Historia

### Paisaje del Tenaru
El río Tenaru baja desde las colinas selváticas en dirección norte para desembocar en el mar. El aeródromo que tenía que ser tomado se encontraba a unos 4 kilómetros al oeste del río que no llegaba a superar los 30 metros de anchura y en su desembocadura el viento formaba un banco de arena que impedía que su agua llegase al mar. Cuando llegaban días de fuertes lluvias, el caudal del río crecía y  barría el banco de arena. Durante la batalla estaba formado el banco de arena con una longitud de unos 15 metros, por lo que el río se encontraba estancado y "...la superficie cubierta de espuma y hongos: maligno y verde".  Los marines tenían que ocupar la orilla oeste mientras que los japoneses se encontraban "...en el otro lado, una tierra de nadie de cocoteros que tendrían que franquear para atacarnos".

### Contexto
El 7 de agosto de 1942, fuerzas de los Estados Unidos desembarcaron en Guadalcanal, Tulagi y las islas Florida, en las islas Salomón, con la finalidad de impedir su utilización a los japoneses como bases desde las cuales pudieran amenazar las rutas de suministro entre los Estados Unidos y Australia, además de poder utilizar posteriormente dichas islas como puntos de arranque para una eventual campaña militar que tendría como finalidad aislar la mayor base japonesa en Rabaul, lo que al mismo tiempo apoyaría la campaña de Nueva Guinea. Dichos desembarcos dieron inicio a la campaña de Guadalcanal, misma que duraría seis meses.
Los desembarcos aliados tomaron a los japoneses por sorpresa, logrando sus objetivos iniciales: asegurar Tulagi y las pequeñas islas cercanas, así como un campo de aviación que estaba en construcción en Punta Lunga, Guadalcanal, la noche del 8 de agosto. Esa misma noche, mientras los buques de transporte eran descargados, los barcos de guerra que los protegían fueron sorprendidos y derrotados por barcos de guerra de la Armada Imperial Japonesa (una fuerza que comprendía siete cruceros y un destructor, todos al mando del vicealmirante Gunichi Mikawa). Tres cruceros estadounidenses y uno australiano fueron hundidos, además de que otros dos destructores resultaron dañados, en lo que se conoce como batalla de la isla de Savo. El contraalmirante Richmond K. Turner, quien comandó la flota anfibia, decidió retirar a todas las fuerzas navales la tarde del 9 de agosto sin descargar completamente todo el equipo pesado, provisiones y tropas para los transportes, a pesar de que la mayor parte de la división de artillería había desembarcado, consistente en 32 obuses de 75 y 105 milímetros. Tan sólo se descargaron raciones suficientes para cinco días.
Los marines que desembarcaron en Guadalcanal inicialmente se concentraron en formar un perímetro defensivo alrededor del campo de aviación, trasladar los suministros dentro de dicho perímetro y terminar la construcción del aeródromo. Vandegrift colocó sus 11 000 soldados en un perímetro poco preciso alrededor del área de la Punta Lunga. Durante cuatro días de intenso trabajo los suministros fueron llevados hasta distintos depósitos, los cuales estaban dispersos dentro del perímetro. Los trabajos para concluir la construcción del campo de aviación comenzaron inmediatamente, principalmente utilizando el equipo que le habían capturado a los japoneses. El 12 de agosto el aeródromo fue renombrado como «Campo Henderson» en honor al mayor Lofton R. Henderson, un piloto del Cuerpo de Marines que había muerto durante la batalla de Midway. Las reservas que capturaron de los japoneses incrementaron sus suministros de comida lo suficiente como para abastecer a las tropas 14 días, aunque para conservar la limitada cantidad de comida las fuerzas aliadas se vieron limitadas a dos comidas al día.

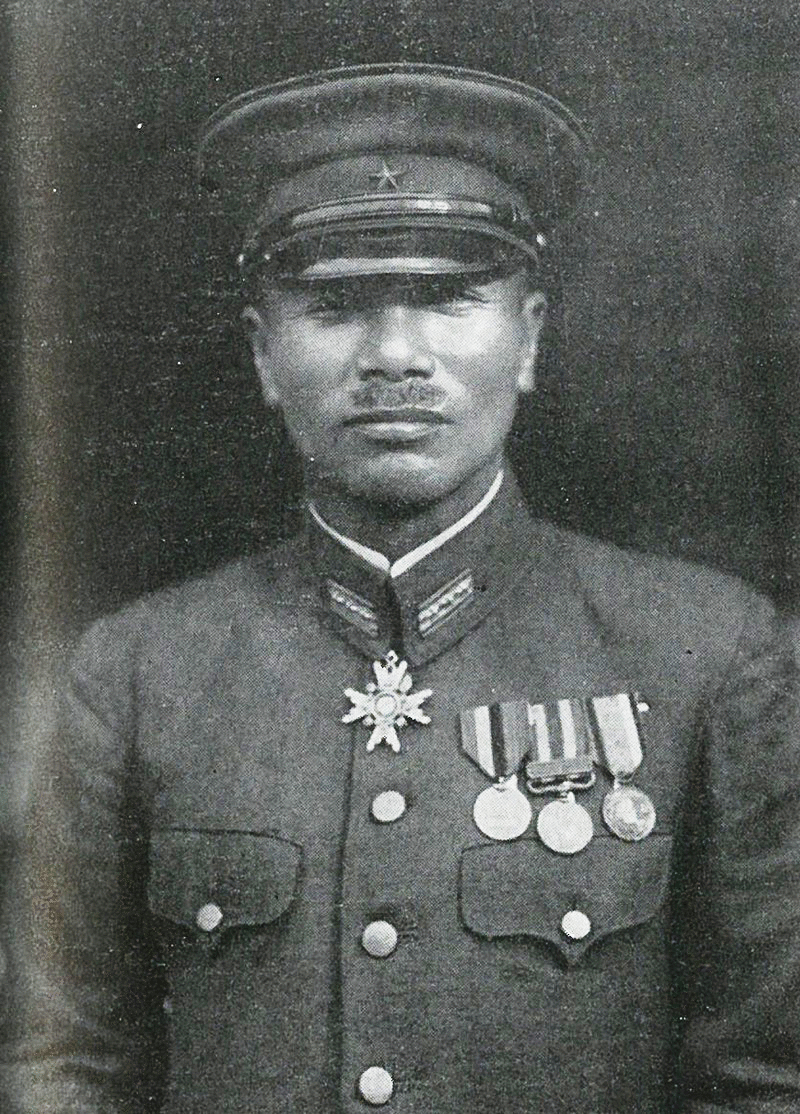
El coronel Kiyonao Ichiki, comandante del 28.º Regimiento de Infantería.

En respuesta a los desembarcos aliados en Guadalcanal, el Cuartel General Imperial asignó al 17.º Ejército, con base en Rabaul y al mando del teniente general Harukichi Hyakutake, la tarea de retomar la isla. El 17.º Ejército, el cual había estado hasta el momento fuertemente involucrado con la campaña de Nueva Guinea, tenía pocas unidades disponibles que pudieran ser enviadas a la parte sur de las Salomón. De esas unidades, la 35.ª Brigada de Infantería, al mando del mayor general Kiyotake Kawaguchi, estaba en Palau, El 4.º Regimiento de Infantería (Aoba) estaba en Filipinas y el 28.º Regimiento de Infantería (Ichiki), al mando del coronel Kiyonao Ichiki, estaba en camino por mar desde Japón hacia Guam. Las diferentes unidades comenzaron a trasladarse hacia Guadalcanal inmediatamente, pero el regimiento de Ichiki, el más cercano de todos de la zona, llegó primero.
Una misión de reconocimiento aéreo de las posiciones aliadas en Guadalcanal del 12 de agosto avistó pocas tropas enemigas en campo abierto y no visualizó ningún barco de gran tamaño en aguas cercanas, lo que convenció al Cuartel General Imperial de que los Aliados habían retirado la mayoría de sus tropas. De hecho, ningún soldado había sido evacuado. Hyakutake giró instrucciones para que una fuerza de avanzada de 900 soldados del regimiento Ichiki fuera transportada en un buque de guerra veloz, desembarcara en Guadalcanal e inmediatamente atacara las posiciones enemigas para retomar el área del campo de aviación. Posteriormente, el personal restante de dicho regimiento se trasladaría a Guadalcanal en transportes más lentos. En la mayor base naval japonesa en Truk, donde se hizo una escala durante el traslado del regimiento de Ichiki, el coronel fue informado de que entre 2000 y 10 000 soldados establecían la cabeza de playa y que debía «evitar ataques frontales».
Ichiki y 916 elementos de su regimiento (el cual contaba con 2300 soldados), designados «Primer elemento», fueron trasladados exitosamente hasta Punta Taivu, alrededor de 35 km al este de Punta Lunga, por seis destructores a las 01:00 del 19 de agosto. Dejando a 100 soldados detrás como retaguardia, Ichiki marchó hacia el oeste con los 800 soldados restantes de su unidad y acampó antes del amanecer, cerca de 14 km al este del perímetro. Los marines que se encontraban en Punta Lunga recibieron reportes de inteligencia que los japoneses habían desembarcado y tomaron medidas para saber exactamente qué estaba ocurriendo.

### Preludio

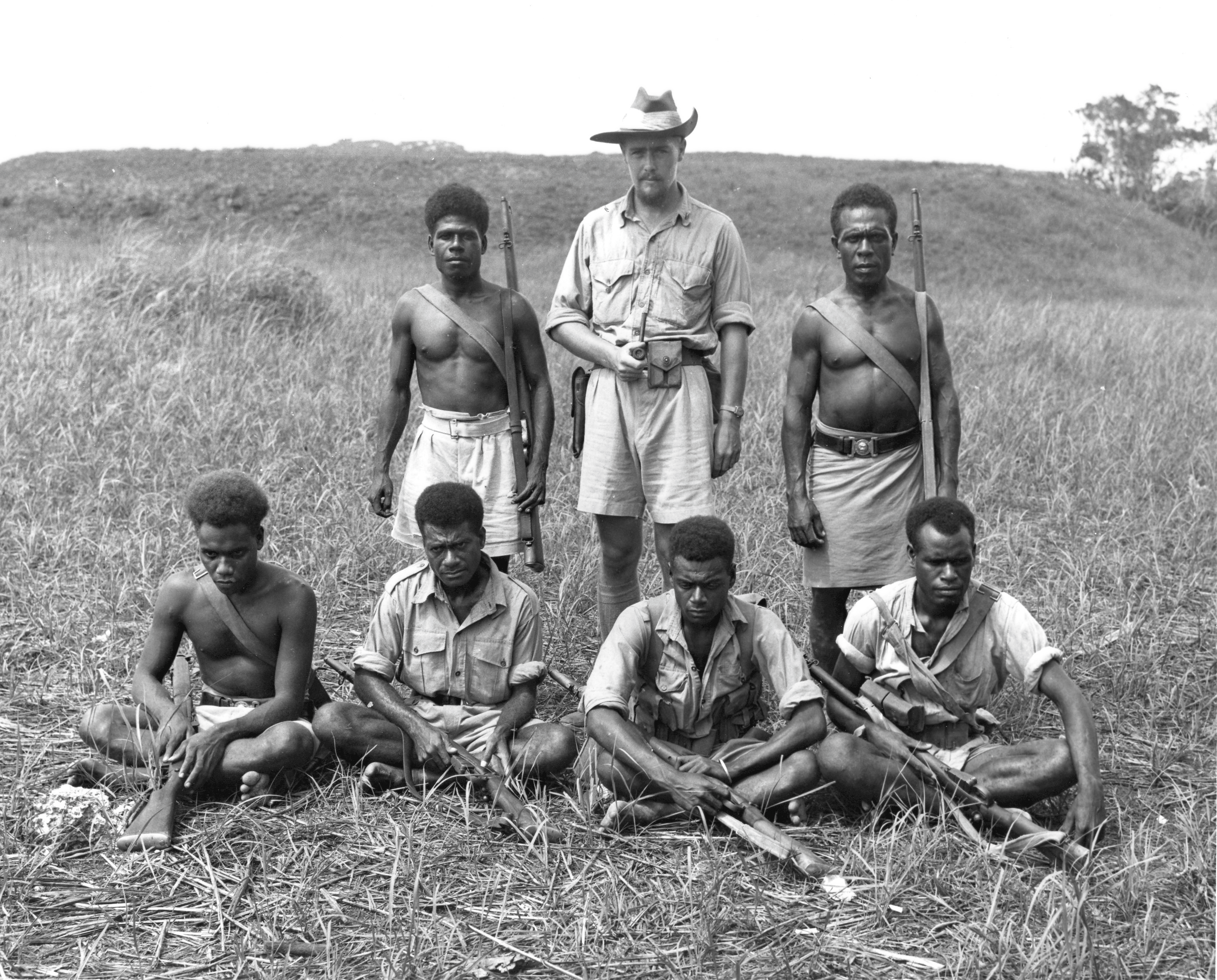
Oficial de Distrito del Protectorado Británico de las islas Salomón y coastwatcher Martin Clemens (al centro) con miembros de la fuerza policíaca de las Salomón, quienes sirvieron de guías y exploradores a los aliados durante la campaña de Guadalcanal.

Reportes de los habitantes de las Salomón, así como otras fuentes de inteligencia, alertaron a los Aliados de que tropas japonesas estaban presentes al este de Punta Lunga. Para investigar más a fondo, una patrulla compuesta por 60 de marines y cuatro exploradores nativos dirigidos por el capitán Charles H. Brush, marcharon hacia el este desde el perímetro de Lunga. Al mismo tiempo Ichiki envió su propia patrulla de 38 soldados, al mando del capitán Yoshimi Shibuya, con la finalidad de hacer un reconocimiento de la disposición de las tropas enemigas y establecer una base avanzada de comunicaciones. Cerca de las 12:00 del 19 de agosto, la patrulla de Brush avistó y emboscó a la patrulla japonesa en Punta Koli, matando a todos los miembros con excepción de cinco, quienes escaparon de regreso a Taivu. Los estadounidenses sufrieron tres decesos y tres heridos. Documentos descubiertos en los cuerpos de los oficiales japoneses muertos revelaron que pertenecían a una unidad mucho mayor, además de que mostraban información detallada sobre la posición de los marines alrededor de Punta Lunga. Sin embargo, los documentos no detallaban exactamente cuán grande era la fuerza japonesa o si algún ataque era inminente.
Anticipando un ataque desde el este, los marines, bajo la dirección de Vandegrift, prepararon sus defensas en ese lado del perímetro. A lo largo del lado oeste del río Ilu el coronel Clifton B. Cates, comandante del 1.er Regimiento de Marina, desplegó sus batallones 1º y 2º. Para ayudar aún más a defender el banco de arena, Cates desplegó 100 soldados del 1.er Batallón de Armas Especiales con dos cañones M3 37 mm equipados con botes de metralla. La artillería de los marines, integrada tanto por cañones de 75 mm y obuses de 105 mm, apuntaron previamente hacia el este y hacia el banco de arena del río Ilu, además de que observadores de artillería se ubicaron frente a las posiciones de los marines, quienes trabajaron todo el 20 de agosto para preparar lo mejor posible sus defensas antes de que cayera la noche.
Al conocer la aniquilación de su patrulla, Ichiki envió rápidamente una compañía a enterrar los cuerpos y marchó junto con el resto de sus tropas durante la noche del 19, deteniéndose finalmente a las 04:30 del día 20 de agosto a unas pocas millas de distancia de las posiciones enemigas. En esta ubicación preparó sus tropas para el ataque que efectuarían en contra de las posiciones aliadas esa noche.

### Batalla
Justo después de medianoche del 21 de agosto, el cuerpo principal de las tropas de Ichiki llegó al este del banco del río Ilu, donde los japoneses se sorprendieron al encontrarse con las posiciones de los marines, ya que no pensaban ver a las fuerzas estadounidenses tan lejos del aeródromo.
Marines que se encontraban cerca en puestos de escucha percibieron ruidos metálicos, voces y otros ruidos antes de retirarse hacia el lado oeste del río. A las 01:30 las tropas japonesas abrieron fuego con ametralladoras y morteros contra las posiciones enemigas que se encontraban al oeste del río, además de que unos 100 soldados cargaron hacia el banco de arena en dirección a los marines. Disparos de ametralladora y de proyectiles de los cañones de 37 mm mataron a casi todos los soldados japoneses conforme éstos cruzaban el banco de arena. Unos pocos lograron llegar hasta las posiciones enemigas, se enfrentaron en combate cuerpo a cuerpo con los estadounidenses y capturaron algunos emplazamientos en la línea de combate de los enemigos. Disparos de ametralladora y fusiles japoneses desde el este del río mataron a varios de los operadores estadounidenses de las ametralladoras. Una compañía de marines, la cual se mantenía como reserva justo detrás de la línea de combate, atacó y mató a casi todos los soldados japoneses restantes que habían llegado hasta la línea de defensa, terminando con el primer asalto enemigo alrededor de una hora después de que había comenzado.

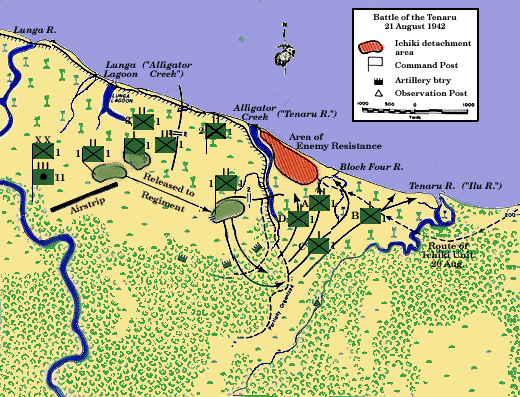
Mapa de la batalla del 21 de agosto.

A las 02:30 una segunda oleada de entre 150 y 200 soldados japoneses atacó a través del banco de arena y nuevamente fueron completamente barridos. Por lo menos uno de los oficiales sobrevivientes le advirtió a Ichiki que retirara sus tropas restantes, pero él rehusó hacerlo.
Mientras que las fuerzas de Ichiki se reagrupaban, los morteros bombardearon las líneas enemigas. Los marines respondieron con disparos de los cañones de 75 mm y de morteros hacia el área este del río. Alrededor de las 05:00 otra oleada de tropas japonesas atacó, esta vez intentando flanquear las posiciones estadounidenses al vadear las olas del mar y atacar en la playa en el área al oeste del banco de arena. Los marines respondieron con fuego de artillería y de ametralladoras pesadas, causando nuevamente muchas bajas en el bando contrario, lo que ocasionó que abandonaran el ataque y se retiraran hacia el lado este del banco del río. Durante las dos horas siguientes ambos bandos intercambiaron disparos de fusiles, ametralladoras y artillería a una corta distancia a través del banco de arena y el río.
A pesar de las graves bajas que sus tropas habían sufrido, las fuerzas de Ichiki permanecieron en su lugar al este del río, ya fuera incapaces o no dispuestas a retirarse. Al amanecer del 21 de agosto los comandantes de las unidades de marines que enfrentaban a los japoneses se reunieron para decidir como proceder, decidiendo contraatacar. El 1.er Batallón del el 1.er Regimiento de Marina, al mando del teniente coronel Lenard B. Cresswell, cruzó río arriba del área de batalla, rodeó a las tropas enemigas al sur y al este, cortando cualquier ruta de escape, y comenzó a «comprimir» a las tropas de Ichiki en un área pequeña de bosquecillos de palmeras. Aeronaves procedentes del Campo Henderson ametrallaron a aquellos que intentaban escapar hacia la playa. Más tarde por la mañana, cinco tanques ligeros M3 Stuart avanzaron por el banco de arena hacia las palmeras, las cuales barrieron con fuego de ametralladora y cañón, y posteriormente pasaron encima de los cuerpos, tanto de muertos como vivos, de cualquier soldado japonés que no se quería o podía quitar del camino. Cuando el ataque de los tanques terminó, Vandegrift escribió: «la parte trasera de los tanques se veía como trituradoras de carne».

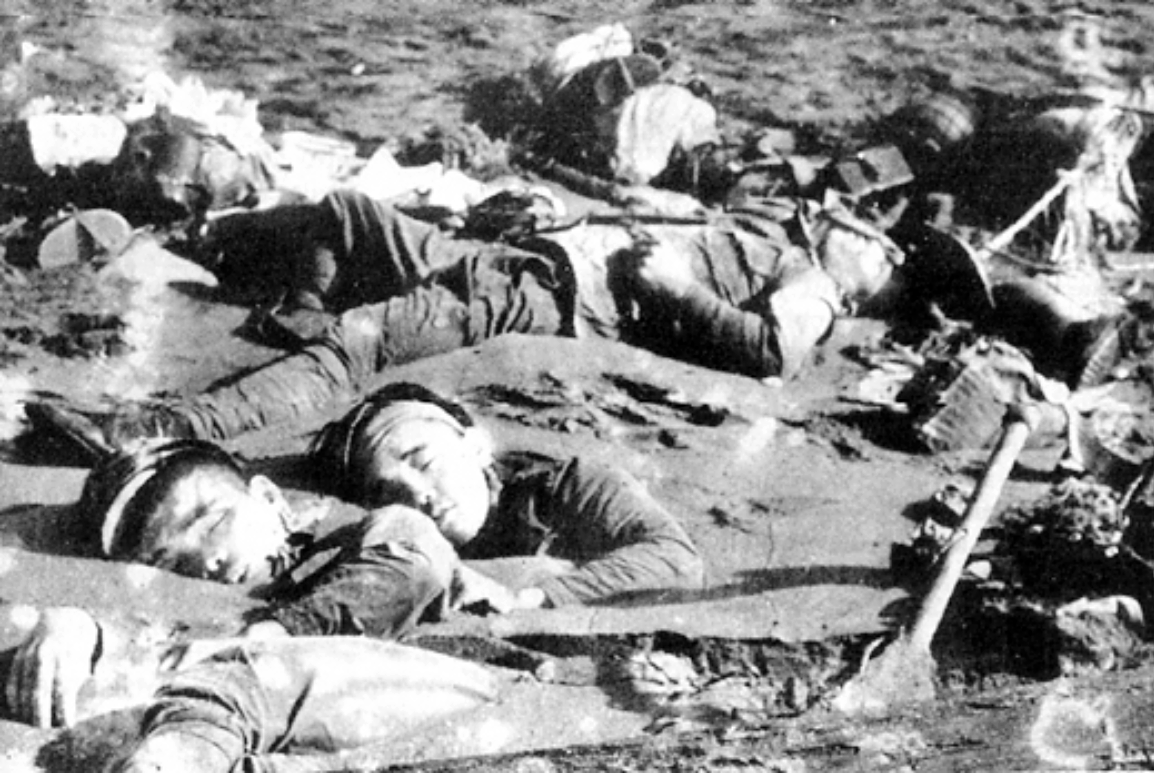
Soldados japoneses muertos yacen parcialmente enterrados en el banco de arena del río Ilu después de la batalla.

A las 17:00 del 21 de agosto la resistencia japonesa terminó. El coronel Ichiki resultó muerto durante el combate o realizó el suicidio ritual (seppuku) poco después del enfrentamiento, diversas fuentes difieren en este hecho. Mientras que algunos marines curiosos comenzaron a caminar alrededor del campo de batalla, algunos japoneses que estaban heridos les dispararon, matando o hiriendo a varios de ellos. Por lo tanto, los marines dispararon o clavaron sus bayonetas en todos los cadáveres que encontraron, aunque 15 soldados japoneses heridos o inconscientes fueron tomados como prisioneros. Alrededor de 30 soldados escaparon para reunirse con la retaguardia del regimiento en Punta Taivu.

### Consecuencias
Para los estadounidenses y sus aliados, la victoria en la batalla de Tenaru tuvo una importancia psicológica después de una serie de derrotas frente a las tropas japonesas a lo largo del Pacífico y el este de Asia, por lo que ahora sabían que podían vencer a los japoneses en batallas terrestres. La batalla también marcó otro precedente que continuaría en la Guerra del Pacífico, que era la negativa de los soldados japoneses derrotados a rendirse y su afán de continuar matando soldados aliados, incluso aunque estuvieran muriéndose en el campo de batalla. Con respecto a este tema, Vandegrift señaló: «Nunca he escuchado o leído sobre este tipo de combate. Estas personas se rehúsan a rendirse. Los heridos esperan hasta que los hombres vayan a examinarlos[...] y se detonan a sí mismos en pedazos con una granada de mano junto al otro».
La batalla también fue importante psicológicamente en el bando contrario ya que los japoneses creían que eran invencibles y tenían un espíritu superior. Para el 25 de agosto la mayoría de los sobrevivientes llegaron a Punta Taivu y enviaron mensajes por radio a Rabaul informando que el destacamento de Ichiki había sido «casi aniquilado en un punto cercano al campo de aviación». Reaccionando de forma incrédula ante la noticia, los oficiales de hicieron planes para enviar tropas adicionales a Guadalcanal para continuar con los intentos de retomar el Campo Henderson. El siguiente enfrentamiento de importancia en el perímetro de Lunga ocurrió durante la batalla del Edson Ridge, alrededor de tres semanas después, esta vez con una fuerza mayor que la que participó en este conflicto.